# Schieren (Germania)
Schieren è un comune di 284 abitanti dello Schleswig-Holstein, in Germania.
Appartiene al circondario di Segeberg ed è parte dell'Amt Trave-Land.